# الكنيسة المسيحية

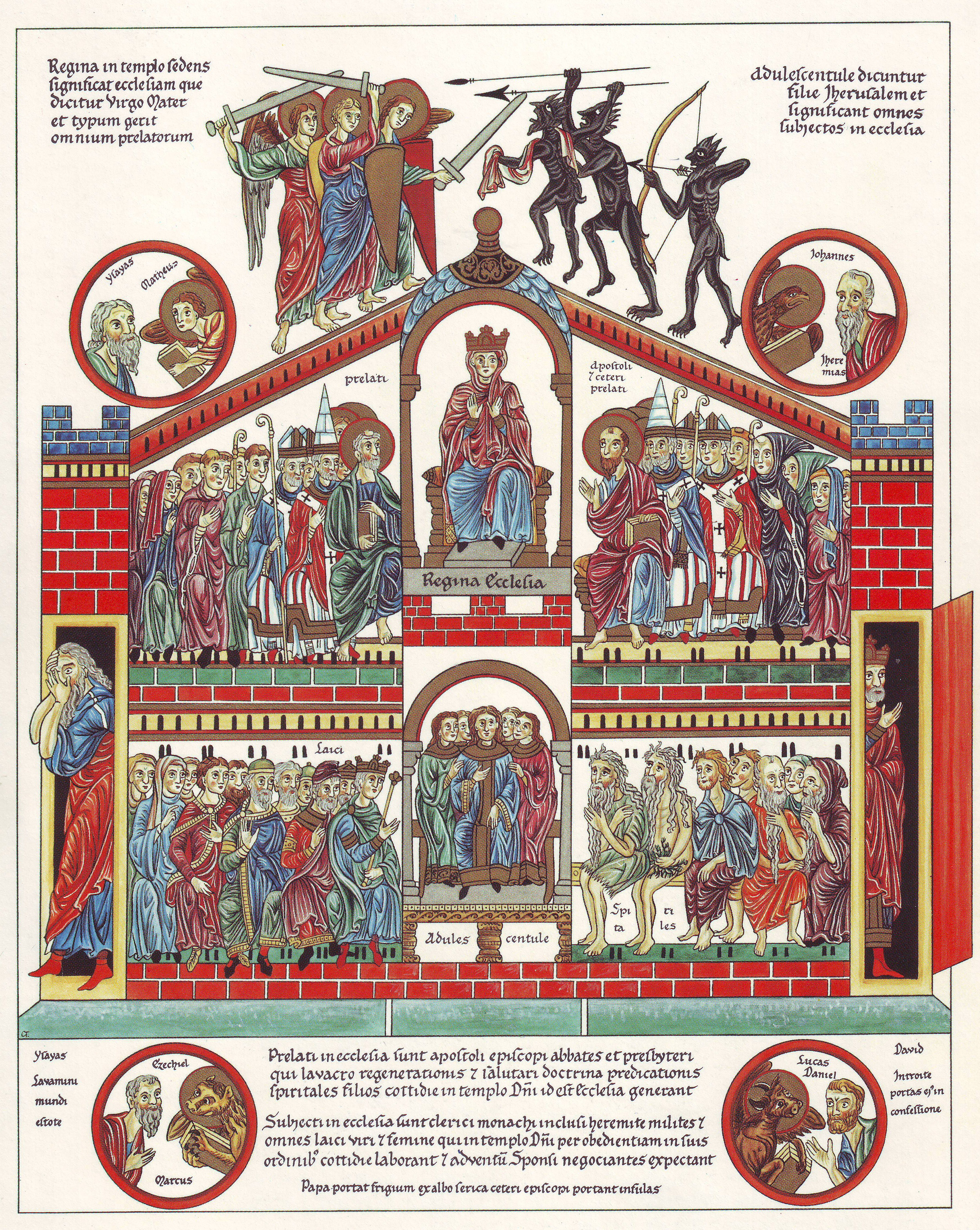

يشير مصطلح الكنيسة المسيحية بوصفه اسم علم إلى التقاليد المسيحية بكاملها على مدار التاريخ. ولا يشير المصطلح على الأحرى إلى «كنيسة مسيحية» بعينها (أي «طائفة» أو مبنى).
ويتناول هذا المقال الكنيسة المسيحية بوجه عام، مع مراعاة تنوع المفاهيم حول هذا الموضوع، فالبعض يعرفها بأنها البناء المرئي الخرساني (رأي الأرثوذكسية الشرقية والمشرقية والكنيسة الكاثوليكية)، بينما يراها البعض الأخر على أنها الواقع الغيبي حيث لا يوجد لها أي بناء أرضي (رأي البروتستانتيين عمومًا) وآخرون يسوون بينها وبين مجموعة محددة من الجماعات التي تشترك في المبادئ الأساسية للاعتقاد والتعبد، إلا أنها اختلفت على نقاط أخرى من المعتقدات والعبادات وأمور السلطة (نظرية التفرع التي أسس لها بعض أتباع الكنيسة الأنجليكية).
أما المصطلح الإغريقي "ἐκκλησία"، الذي ورد في العهد الجديد يُترجم عادة بمعنى «كنيسة» التي تعني في الأساس «مجمع». ويظهر هذا المصطلح في آيتين في إنجيل متى، وفي أربع وعشرين آية في أعمال الرسل، وثمان وخمسين آية في خطابات بولس الرسول (بما في ذلك مثيلاتها القديمة المستخدمة فيما يتعلق بالكيان المسيحي)، وآيتين في الرسالة إلى العبرانيين، وآية في رسالة يعقوب، وثلاث آيات في رسالة يوحنا الثالثة وتسعة عشر آية في رؤيا يوحنا.
وفي العهد الجديد، يستخدم مصطلح "ἐκκλησία" (كنيسة أو مجمع) في المجتمعات المحلية فضلاً عن المعنى المنتشر عالميًا ويقصد به جميع المؤمنين. بشكل تقليدي، فإن المؤمنين الأرثوذكس فقط هم التابعون للكنيسة الصحيحة، ولكن تختلف القناعات حول مفهوم من هو الأرثوذكسي.
وهناك أربع «ملاحظات تقليدية حول الكنيسة المسيحية» أو أوصاف الكنيسة التي ذكرت لأول في قانون الإيمان وهي «واحدة، جامعة، مقدسة».

## وصلات خارجية
- Vatican II, Dogmatic Constitution on the Church Lumen Gentium
- Church Links
- Christianity vs. Churchianity
- The Church. A Protestant Definition